# Середа, Любовь Алексеевна
Любо́вь Алексе́евна Середа́ (Паради́ева) (род. 1945, Грозный) — советская гимнастка, 5-кратная абсолютная чемпионка СССР по художественной гимнастике, победительница и призёр чемпионатов мира, Заслуженный мастер спорта СССР.

## Биография
Родилась в 1945 году в Грозном. После окончания школы поехала в Москву поступать в медицинский институт, однако провалилась на экзаменах. В следующем году поступила в Киевский государственный университет. Окончила романо-германский факультет, стала преподавателем английского языка. Несколько лет преподавала английский в том же вузе на экономическом факультете.
По настоянию Парадиевой из Грозного была приглашена её тренер Нина Николаевна Силаева.
Заочно окончила Львовский институт физкультуры. Одним из её преподавателей был Виктор Чукарин, семикратный олимпийский чемпион по спортивной гимнастике.
После окончания спортивной карьеры работала старшим тренером общества «Буревестник», преподавала в Киевском институте физкультуры, тренировала молодёжную сборную Украины.
В 1990 году переехала в Москву. Работает тренером СДЮШОР № 25.